# برایان پویسر
برایان پویسر (انگلیسی: Brian Poyser؛ ‏ ۱ ژانویهٔ ۱۹۳۴ – ۱۹ ژانویهٔ ۲۰۰۹) بازیگر اهل بریتانیا بود.
از فیلم‌ها یا مجموعه‌های تلویزیونی که وی در آن‌ها نقش داشته‌است، می‌توان به پوآرو، بازرس فویل، پیام‌آور: داستان ژان دارک، عکس جدایی و بانو جین اشاره نمود.